# Copa Volta Redonda de Voleibol Masculino de 2012
A Copa Volta Redonda de Vôlei Masculino de 2012 foi a 2a edição da Copa Volta Redonda de Vôlei Masculino.
Todos os jogos aconteceram no Ginásio Poliesportivo General Euclydes Figueiredo.

## Equipes Participantes
As equipes participantes do torneio são convidadas seguindo um único critério: o alto nível técnico.
- Volta Redonda
- RJX
- Super Imperatriz Vôlei
- UPCN San Juan Voley Club (Na época Bicampeão Argentino[2] e Vice-campeão Sul Americano[3])

## Jogos
1° rodada - 1° jogo
| 13 de Setembro, de 2012 | RJX | 3 x 0 (Parciais: 25/18, 25/17 e 25/17). | Super Imperatriz Vôlei | Ginásio Poliesportivo General Euclydes Figueiredo, Volta Redonda Público: |
|                         |     |                                         |                        |                                                                           |

1° rodada - 2° jogo
| 13 de Setembro, de 2012 | Volta Redonda | 3 x 1 (Parciais: 23/25, 25/18, 25/22 e 25/17). | UPCN San Juan Voley Club | Ginásio Poliesportivo General Euclydes Figueiredo, Volta Redonda Público: |
|                         |               |                                                |                          |                                                                           |

2° rodada - 1° jogo
| 14 de Setembro, de 2012 | RJX | 3 x 0 (Parciais: 25/19, 25/21 e 25/22). | UPCN San Juan Voley Club | Ginásio Poliesportivo General Euclydes Figueiredo, Volta Redonda Público: |
|                         |     |                                         |                          |                                                                           |

2° rodada - 2° jogo
| 14 de Setembro, de 2012 | Volta Redonda | 2 x 3 (Parciais: 21/25, 20/25, 25/20, 25/21 e 11/15). | Super Imperatriz Vôlei | Ginásio Poliesportivo General Euclydes Figueiredo, Volta Redonda Público: |
|                         |               |                                                       |                        |                                                                           |

3° rodada - 1° jogo
| 15 de Setembro, de 2012 | Super Imperatriz Vôlei | 3 x 2 (Parciais: 25/22, 18/ 25, 25/23, 16/25 e 15/10). | UPCN San Juan Voley Club | Ginásio Poliesportivo General Euclydes Figueiredo, Volta Redonda Público: |
|                         |                        |                                                        |                          |                                                                           |

3° rodada - 2° jogo
| 15 de Setembro, de 2012 | Volta Redonda | 3 x 2 (Parciais: 25/19, 25/17, 23/25, 22/25 e 21/19). | RJX | Ginásio Poliesportivo General Euclydes Figueiredo, Volta Redonda Público: |
|                         |               |                                                       |     |                                                                           |

## Pontuação Final
| Pos.   | Equipe                   | Pontos |
| ------ | ------------------------ | ------ |
| Ouro   | RJX                      | 7      |
| Prata  | Volta Redonda            | 6      |
| Bronze | Super Imperatriz Vôlei   | 5      |
| 4      | UPCN San Juan Voley Club | 1      |

| Copa Volta Redonda de Vôlei Masculino de 2012 |
| Campeão                                       |
| --------------------------------------------- |
| RJX 2º Título                                 |